# 繖花马先蒿
伞花马先蒿（学名：Pedicularis umbelliformis）为列当科马先蒿属的植物，为中国的特有植物。分布于中国大陆的云南等地，生长于海拔3,440米的地区，一般生于草坡中。